# Letis falco
Letis falco là một loài bướm đêm trong họ Erebidae.